# Tom Schnell
Tom Schnell (* 8. Oktober 1985 in Luxemburg) ist ein ehemaliger luxemburgischer Fußballspieler.

## Karriere

### Verein
2004 wechselte Schnell von seinem Heimatverein Union Luxemburg zum damaligen deutschen Zweitligisten Eintracht Trier, wo er allerdings nur in der Reservemannschaft zum Einsatz kam. Nach einem Jahr in Deutschland wechselte er im August 2006 zurück zum Racing FC Union Luxemburg und 2011 weiter zu CS Fola Esch. 2014 folgte dann der Wechsel zum amtierenden Meister F91 Düdelingen. Dort gewann er insgesamt acht nationale Titel und nahm zweimal an der Gruppenphase der UEFA Europa League teil. Im Mai 2020 gab dann Swift Hesperingen die Verpflichtung des Abwehrspielers zur kommenden Saison bekannt. Zwei Jahre später ging Schnell dann weiter zum Ligarivalen FC UNA Strassen nd beendete dort im Sommer 2023 seine aktive Karriere.

### Nationalmannschaft
Von 2004 bis 2016 spielte der Innenverteidiger 47 mal für die luxemburgische A-Nationalmannschaft. 

## Erfolge
- Luxemburgischer Meister: 2013, 2016, 2017, 2018, 2019
- Luxemburgischer Pokalsieger: 2016, 2017, 2019
- Luxemburgischer Ligapokalsieger: 2016